# Antoni Artigues i Bonet
Antoni Artigues i Bonet (Palma, 24 de maig de 1950 - Palma, 6 de març de 2018) fou un filòleg i activista cultural mallorquí.

## Biografia
El 1975 es llicencià en filosofia i lletres (Pedagogia) i el 1979 en filologia romànica (Catalana) per la Universitat de Barcelona on es doctorà en filologia romànica (catalana) el 1983 sota la direcció d'Antoni Maria Badia i Margarit.
Artigues va ser professor a l'Escola de Magisteri de la Universitat de les Illes Balears des del curs 1977-78 i va ser catedràtic d'escola universitària des de 1986. De 1986 a 1988 va ser subdirector de l'Escola de Magisteri. Fins a la seva mort va ser professor del Departament de Filologia Catalana i Lingüística General de la Universitat de les Illes Balears. Artigues tenia una extensa experiència com a mestre, divulgador, activista cultural i militant de la llengua catalana. Fou l'autor de diversos llibres sobre llengua i didàctica lingüística, així com reculls de poesia per a les escoles. També va escriure llibres de text de llengua i literatura per als estudis de primària.
Artigues fou un investigador de les tradicions i les expressions de cultura popular de Mallorca, així com un gran promotor de muntatges poètics i teatrals. El professor Artigues també era xeremier, recuperador de les festes populars, impulsor de l'espectacle i disc Cançons Republicanes, juntament amb Biel Majoral i Bartomeu Mestre. Fou també cofundador de la llibreria Quart Creixent de Palma, ubicada a l'antiga farmàcia de son pare.
El seu compromís amb la llengua, la cultura i la llibertat el va portar a encarar-se a l'aleshores president José Ramón Bauzá a les fires de maig de Ses Salines el 2012. Artigues va recriminar amb contundència els atacs de Bauzá a la llengua catalana.
L'any 2017, va rebre el premi Emili Darder, que forma part dels Premis 31 de Desembre, pel seu projecte acadèmic Magisteri Teatre - Mag Poesia, que tenia com a objectiu representar els autors més destacats de la literatura catalana o autors universals en versió catalana.

## Obres

### Llibres
- Guia Didàctica de la llengua catalana a l'EGB a Balears (1979), amb Martí March.
- Xeremiers. Manual de xeremies, flabiol i tamborí (1982).
- Mecanismes de poder. Escrits de sociolingüística (1985).
- Repertori i construcció dels instruments de la colla de xeremiers catalans a Mallorca (1988).
- Neó 5 (1988).
- Llumeneret blau (1989).
- Ecologia lingüística (1998).
- Llengua als Països Catalans(1999).
- Xeremies, el sac de gemecs català de Mallorca (2000).
- Poesia a l'escola. Educació primària(2000).
- Poesia 1. Educació primària, cicle inicial (2000).
- Poesia 2. Educació primària, cicle mitjà (2000).
- Poesia 3. Educació primària, cicle superior (2000).
- El teatre de Pere Capellà. Val més un dit en es front: propostes per a l'aprenentatge  (2007).
- Enganxa't a la poesia (2008).
- La poesia contemporània (2009).

### Discs
- Cançons de festa Arxivat 2018-03-07 a Wayback Machine. (1976), de Maria del Mar Bonet (Antoni Artigues sona les xeremies).
- Cançons republicanes (2005). Amb Gabriel Oliver "Majoral".
- Ferments. El mapa sensitiu d'una illa (2015), de Miquel Brunet (Antoni Artigues hi participa com a rapsode).